# 肯塔基鎮區 (阿肯色州麥迪遜縣)
肯塔基鎮區（英語：Kentucky Township）是位於美國阿肯色州麥迪遜縣的一個行政鎮區。

## 地方資料
根據2010年美國人口普查的數據，肯塔基鎮區的面積為118.00平方千米，當中陸地面積為117.90平方千米，而水域面積為0.10平方千米。當地共有人口265人，而人口密度為每平方千米2人。